# Čečchon
Čečchon je město v Jižní Koreji, v provincii Severní Čchungčchong. Město je železniční uzel, kříží se tu několik významných tratí. Je zde několik přírodních turistických lokalit, jako přehrada Uirimdži, jezero Čchongpchung a rekonstruovaná vesnička Čchongpchung - ta původní byla zatopena při stavbě přehrady.
Samotné jméno se odvozuje z korejských slov če (堤) - přehrada a čchon (川) - řeka.
Vzhledem k tomu, že Čečchon leží ve vnitrozemí, klima je zde kontinentální, se studenými zimami a horkými léty. Nejchladnější měsíc je leden s průměrnou teplotou -5,2 °C a nejteplejší měsíc srpen s teplotou 23,8 °C.